# David Flair
David Richard Fliehr, meglio conosciuto come David Flair (Minneapolis, 6 marzo 1979), è un ex wrestler statunitense, noto per i suoi trascorsi nella World Championship Wrestling tra il 1999 e il 2001. Tra il 2001 e il 2002, lottò in WWE, tra il 2002 e il 2003 nella Total Nonstop Action Wrestling e tra il 2003 e il 2009 nel circuito indipendente.
In WCW vinse una volta lo United States Championship e una volta il World Tag Team Championship (con Crowbar).

## Biografia
David Fliehr è il figlio del leggendario Richard Fliehr, meglio conosciuto come Ric Flair, e Leslie Goodman. Ha una sorella di nome Megan ed è il fratellastro di Ashley Fliehr, meglio conosciuta con il ring-name di Charlotte Flair, attualmente sotto contratto con la WWE; il suo altro fratellastro, Reid, è morto il 29 marzo 2013 a causa di un'overdose di eroina.
David è stato fidanzato con Stacy Keibler tra il 1999 e il 2001, quando entrambi militavano nella World Championship Wrestling (WCW). Attualmente è sposato con una donna di nome Robin e convive con lei a Shelby (North Carolina).

## Carriera

### World Championship Wrestling (1999–2001)
David Flair debuttò come wrestler nella WCW in data 17 gennaio 1999. Assieme a suo padre, fronteggiò e sconfisse Curt Hennig e Barry Windham in un tag team match che si svolse a Souled Out. Al termine dell'incontro, però, l'intero New World Order (nWo) raggiunse il ring e Hulk Hogan colpì David Flair con la sua cintura, mentre il padre Ric era stato immobilizzato alle corde del ring. A SuperBrawl, David tradì Ric Flair e si unì allo nWo Wolfpac. Utilizzò infatti un taser su suo padre e permise a Hogan di mantenere il proprio titolo mondiale. Successivamente, non lottò nel ring per alcuni mesi, allenandosi nel WCW Power Plant. Continuò però ad apparire negli show televisivi, in alcune scenette con Samantha.
Tornò a lottare regolarmente a partire dal mese di maggio. Tornò nuovamente ad aiutare suo padre e la sua stable, i Four Horsemen. Ric Flair, nella kayfabe presidente della WCW, ricompensò il figlio assegnandogli il WCW United States Championship, togliendolo d'ufficio a Scott Steiner. Gli Horsemen lo aiutarono anche a difendere il titolo dall'assalto di Dean Malenko, al successivo pay-per-view.
Ad agosto, ebbe dei problemi con Eric Bischoff e per questo fu accantonato. Il 9 agosto, fu privato del titolo per mano di Chris Benoit. Nel mese seguente, la sua valletta Samantha lo abbandonò per Billy Kidman. In seguito al ritorno in televisione di Ric Flair ed Arn Anderson, questi ultimi e David iniziarono un feud con Diamond Dallas Page e sua moglie Kimberly. Secondo la kayfabe, Kimberly riuscì a distrarre David Flair, mentre DDP infortunò Ric. David si prese la sua vendetta infortunando Page durante il torneo per l'assegnazione del titolo mondiale della WCW: la sua aggressione terminò soltanto quando Kimberly si frappose tra Flair e DDP. Questo evento portò ad un altro angle, con Flair che iniziò a seguire Kimberly. La donna chiese aiuto ad uno degli amici del marito, Bam Bam Bigelow, perché la difendesse: David lo attaccò però con un piede di porco e lo mise fuori dai giochi. Vince Russo programmò allora un incontro tra Flair e Kimberly, da disputarsi a Mayhem. Durante il match, la ragazza provò a sedurre Flair, per poi colpirlo illegalmente sotto la cintura: gli interventi di Diamond Dallas Page e Chris Kanyon in favore di Kimberly e di Arn Anderson in favore di Flair, permisero a quest'ultimo di fuggire tra il pubblico.
Sempre nel 1999, Flair si alleò con Daffney a Starrcade e, poco dopo, ai due si aggiunse Crowbar. Flair e Crowbar costituirono un tag team chiamato New Hardcore Revolution: i due centrarono la conquista del WCW World Tag Team Championship, precedentemente vacante. Poco più di due settimane dopo, e precisamente il 19 gennaio 2000, persero i titoli contro il tag team The Mamalukes, formato da Big Vito e Johnny the Bull. Nel mese di maggio, le strade di Crowbar e Flair si separarono, con David che entrò a far parte della stable di Vince Russo, chiamata The New Blood. Lasciò Daffney e scelse come nuova valletta Miss Hancock. Attaccò nuovamente suo padre Ric e questo portò ad un match tra i due che si disputò a WCW The Great American Bash. David ne uscì sconfitto, ma si prese la rivincita la sera dopo a Nitro, costringendo il padre al ritiro e a rasarsi i capelli.
Verso la fine del 2000, David Flair e Stacy Keibler furono coinvolti in un angle che prevedeva un matrimonio tra i due, da celebrarsi durante lo show televisivo. Non molto tempo prima della cerimonia, però, si scoprì come la Keibler fosse incinta e che Flair non fosse il padre del bambino. Questo portò David a chiedere l'aiuto del padre, per riuscire a scoprire di chi fosse in realtà il padre del bambino: il giovane Flair ebbe allora un incontro con Buff Bagwell, con l'obiettivo di ottenere il suo DNA. Questa storyline si interruppe bruscamente quando Stacy Keibler tornò sugli schermi televisivi in compagnia di Shawn Stasiak e con una carrozzina: al suo interno, però, c'erano soltanto delle foto che ritraevano Stasiak. Dopo questo evento, David Flair non apparì più in WCW come wrestler attivo.
Il 12 febbraio 2001, mentre Ric Flair era amministratore delegato della WCW (kayfabe), Kevin Nash prese la parola attraverso il mega-schermo e dichiarò di tenere prigioniero David nel suo spogliatoio. Ricattò così Ric, pretendendo di diventare il primo contendente al titolo mondiale della WCW, detenuto da Scott Steiner. Come seconda richiesta, volle un rematch tra Dustin Rhodes e Rick Steiner, con in palio il WCW United States Heavyweight Championship, posseduto da quest'ultimo. Con l'obiettivo di salvaguardare suo figlio, Ric Flair accettò tutte le richieste di Nash, che disputò il suo incontro la sera stessa. Arrivò sul ring assieme a David, colpendolo successivamente: Ric Flair e la security della WCW arrivarono per salvarlo dall'aggressione.

### World Wrestling Federation (2001–2002)
A maggio 2001, con l'acquisizione della WCW da parte della World Wrestling Federation (WWF), anche il contratto di David Flair venne riscattato. Fu mandato nella Ohio Valley Wrestling (OVW), all'epoca federazione di sviluppo della WWF: qui ebbe un feud con Val Venis e costituì un tag team con Mark Jindrak. Fece due apparizioni televisive nella WWE (la WWF aveva nel frattempo cambiato nome), affrontando The Undertaker in due occasioni: la prima il 4 marzo 2002 e la seconda dieci giorni più tardi, come parte della costruzione dell'incontro tra Undertaker e Ric Flair, che si sarebbe svolto a WrestleMania X8.

### Total Nonstop Action (2002–2003)
A dicembre 2002, David Flair passò alla Total Nonstop Action Wrestling. Entrò a far parte della stable di Vince Russo, la Sports Entertainment Xtreme. Ebbe un breve feud con Curt Hennig ed in seguito lasciò la S.E.X. per la Next Generation, formata assieme a Brian Lawler ed Erik Watts, tutti atleti di seconda generazione. Tutti assieme, ebbero una rivalità con Dusty Rhodes. Lasciò la TNA ai primi del 2003.

### Circuito indipendente (2003–2009)
Dopo aver lasciato la TNA, Flair tornò a lottare nel circuito indipendente. Vinse l'IWA Intercontinental Championship contro Ray González, in data 28 novembre 2003. Due giorni dopo, González riconquistò il titolo. A causa di alcuni problemi con il promoter Victor Quiñones, lasciò questa federazione.
Nella primavera del 2006, lottò un dark match a SmackDown, perdendo contro William Regal. Il 6 dicembre 2008, lottò in quello che fu il debutto nel wrestling di suo fratello Reid: i due si aggiudicarono un tag team match vinto contro i Nasty Boys, con Hulk Hogan come arbitro speciale dell'incontro che diede loro la vittoria con entrambi i Nasty Boys ancora bloccati nella figura quattro. Hogan ha poi festeggiato con David e Reid mentre la sua sigla dei tempi della WCW era in sottofondo.

## Personaggio

### Mosse finali
- Figure four leglock[1][8]

### Manager
- Daffney[5]
- Ric Flair[9]
- Torrie Wilson[9]

### Soprannomi
- The New and Improved Space Mountain[10]

### Musiche d'ingresso
- Spin Spin Spin di Julian Emery e Ruppert Lyddon

## Titoli e riconoscimenti
International Wrestling Association
- IWA Intercontinental Heavyweight Championship (1)[1]

National Wrestling Alliance (NWA)
- NWA World Tag Team Championship (1)[1] – con Dan Factor

World Championship Wrestling (WCW)
- WCW United States Heavyweight Championship (1)[1]
- WCW World Tag Team Championship (1)[1] – con Crowbar